# 28832 Akana
28832 Akana este un asteroid din centura principală de asteroizi.

## Descriere
28832 Akana este un asteroid din centura principală de asteroizi. A fost descoperit pe 7 mai 2000 la Socorro, New Mexico, în cadrul proiectului LINEAR. Asteroidul prezintă o orbită caracterizată de o semiaxă mare de 2,96 ua, o excentricitate de 0,06 și o înclinație de 3,5° în raport cu ecliptica.